# Quero que Vá Tudo pro Inferno
"Quero que Vá Tudo pro Inferno" é uma canção dos compositores brasileiros Roberto Carlos e Erasmo Carlos. Gravada e lançada em 1965, a música foi a primeira faixa do álbum Jovem Guarda, de Roberto. Está inclusa na lista das 100 maiores músicas brasileiras da Rolling Stone Brasil.

## Composição e gravação
Lançada inicialmente em compacto simples em 1965, "Quero que Vá Tudo pro Inferno" é tida como um marco na carreira de Roberto Carlos. Ela se tornaria seu maior sucesso na fase Jovem Guarda e um dos maiores hits de toda sua carreira. Febre nas rádios brasileiras, ela elevou Roberto Carlos a condição de fenômeno musical no país.
A música foi inspirada em Magda Fonseca, então namorada do cantor, e que estava nos Estados Unidos para fazer um curso de inglês. A letra expressava tanto a saudade que o cantor sentia de Magda quanto um desabafo - que tudo fosse para o inferno. Roberto compôs inicialmente a primeira parte da canção e a apresentou ao parceiro Erasmo Carlos, que o ajudou no restante da letra.
Depois de dois meses, Roberto finalizou a canção e, em agosto, encaminhou uma fita com sua gravação para Magda. Logo depois, o cantor apresentou "Quero que Vá Tudo pro Inferno" para Othon Russo, diretor de relações públicas da CBS, que pediu a ele que a gravasse imediatamente e que ela seria a faixa de abertura do próximo LP de Roberto, chamado Jovem Guarda.

Já em 2016, o cantor informa que se livrou do transtorno obsessivo-compulsivo e cantou a canção no Roberto Carlos Especial daquele ano. No final da apresentação, ele justificou que "isso é só força da expressão" ao se referir a palavra "inferno".

## Versão de Jota Quest
"Quero que Vá Tudo pro Inferno" é uma canção gravada pela banda Jota Quest, lançada em 2013 como inédita da compilação digital Mega Hits. Regravação de um dos maiores sucessos de Roberto e Erasmo Carlos na época da Jovem Guarda, o grupo gravou uma versão mais pop, repetindo a mesma dose de "Tempos Modernos". Foi o segundo sucesso do "rei" gravada pela banda, antes "Além do Horizonte" havia sido interpretada no álbum Até Onde Vai, de 2005.